# Onedinlinjen
Onedinlinjen (engelska: The Onedin Line) är en brittisk TV-serie skapad av Cyril Abraham.

## Handling
Serien tar sin början år 1860 och utspelar sig i skeppsredarmiljö i Liverpool. För att kunna komma över segelfartyget Charlotte Rhodes tvingas James Onedin att gifta sig med ägarens dotter, Anne.

## Rollista i urval
- Peter Gilmore – James Onedin
- Anne Stallybrass – Anne Onedin, avsnitt 1–29, 1971–1972
- Howard Lang – kapten Baines
- Jessica Benton – Elizabeth Frazer
- Michael Billington – Daniel Fogarty, 1971–1974
- Jane Seymour – Emma Callon, gift Fogarty, 1972–1973
- Brian Rawlinson – Robert Onedin
- Mary Webster – Sarah Onedin
- Jill Gascoine – Letty Gaunt, 1976–1979
- Tom Adams – Daniel Fogarty, 1977–1980
- Warren Clarke – Josiah Beaumont, 1978

Jane Seymour fick sin roll i Bondfilmen Leva och låta dö tack vare rollen som Emma Fogarty i Onedinlinjen.[källa behövs]

## Produktion
Seriens upphovsman, Cyril Abraham, sa i en intervju i tidskriften Woman den 28 juli 1973 att han snabbt kom på förnamnet på huvudpersonen ”Jag kallade honom James – men jag kunde inte komma på något efternamn”. Till och med när BBC hade gått med på att spela in hade han inte kommit på något passande namn. ”En dag råkade jag på ordet ’Ondine’, ett mytologiskt havsmonster. Genom att flytta bokstaven ’e’ fick jag namnet James Onedin, en havsdjävul.”
Totalt gjordes det 91 avsnitt mellan åren 1971 och 1980. Dessutom gjordes ett pilotavsnitt redan 1970, vilket sedermera spelades in på nytt som avsnitt 1 av serie 1.
Utomhusscenerna spelades in i Torquay på den engelska sydkusten.

## Visning i Sverige
Onedinlinjen började sändas i svenska TV2 1972 och visades fram till 1983.
SVT visade säsong 1–7 av serien och har dessutom repriserat säsong 1–2. TV3 visade samtliga avsnitt på dagtid, fem dagar i veckan, under 1990-talet.

## Musik
Seriens signaturmelodi kommer från Aram Chatjaturjans balett Spartacus och den nådde 15:e plats på englandslistan i december 1971.

## Utgivning på DVD
Första säsongen gavs ut på DVD med svenskspråkig text den 5 december 2007. I England har de fyra första säsongerna kommit ut på dvd med engelsk text.

## Böcker om Onedinlinjen skrivna av Cyril Abraham
- Kapten James (The Shipmaster, 1972)
- Järnskeppen (The Iron Ships, 1974)
- Kappseglingen (The High Seas 1976)
- Förliga vindar (The Trade Winds, 1977)
- Under egen flagg (The White Ships, 1979)

## Avsnittsförteckning

### Säsong 1
1. The Wind Blows Free
2. Plain Sailing
3. Other Points of Compass
4. High Price
5. Catch as Can
6. Salvage
7. Passage to Pernambuco
8. The Homecoming
9. When My Ship Comes Home
10. A Very Important Passenger
11. Mutiny
12. Cry of the Blackbird
13. Shadow of Doubt
14. Blockade
15. Winner Take All

### Säsong 2 (1972)
1. The Hard Case
2. Pound and Pint
3. A Woman Alone
4. Fetch and Carry
5. Yellow Jack
6. Survivor
7. Coffin Ship
8. Frisco Bound
9. Beyond the Upper Sea
10. An Inch of Candle
11. Goodbye, Goodbye
12. Bloody Week
13. The Challenge
14. Race for Power

### Säsong 3 (1973–1974)
1. The Ship Devils
2. The Stranger
3. Echoes from Afar
4. Amazon Cargo
5. Danger Level
6. Black Gold
7. Law of the Fist
8. Ice and Fire
9. A Proposal of Marriage
10. Over the Horizon
11. The Silver Caddy
12. Port Out, Starboard Home
13. The Passenger

### Säsong 4 (1976)
1. Loss of the Helen May
2. A Cold Wind Blowing
3. Not Wanted on Voyage
4. Undercurrent
5. Quarantine
6. Uncharted Island
7. A Clear Conscience
8. Shipwreck
9. The Gamble
10. Month of the Albatross

### Säsong 5 (1977)
1. When Troubles Come
2. Rescue
3. Coffin Ships
4. The Trade Winds
5. The Stowaway
6. Dead Man’s Cargo
7. A Hard Life
8. The Hostage
9. Uncharted Waters
10. A Close Run Thing

### Säsong 6 (1978)
1. No Smoke Without Fire
2. Collision Course
3. Double Dealers
4. Stand by to Go About
5. The Upright Man
6. The Reverend’s Daughter
7. Highly Explosive
8. A Sea of Troubles
9. Men of Honour
10. The Fortune Hunters

### Säsong 7 (1979)
1. Liverpool Bound
2. The Homecoming
3. The Paddy Westers
4. Dirty Cargo
5. To Honour and Obey
6. Running Free
7. The Suitor
8. Storm Clouds
9. Outward Bound
10. Homeward Bound

### Säsong 8 (1980)
1. A Royal Return
2. Revenge
3. Blood Ties
4. The Honeymoon
5. Jonah’s Luck
6. The Price of Pride
7. Vengeance
8. Guilty – In All Innocence
9. A Long Way Home

## Övrigt
Det svenska kryssningsrederiet Ånedinlinjen har tagit sitt namn efter tv-serien.

### Fotnoter
1. ↑  BBC Genome, BBC Genome-ID: 9edce354c3a949e89bd653f59d62e687.[källa från Wikidata]
2. ↑  TT Spektra (20 februari 2013): ""Kapten Onedin" har dött". dn.se. Läst 6 april 2016.